# Stabiles Yang-Mills-Higgs-Paar
Ein (schwach) stabiles Yang-Mills-Higgs-Paar ist im mathematischen Teilgebiet der Differentialgeometrie und insbesondere der Yang-Mills-Theorie ein spezielles Yang-Mills-Higgs-Paar, um welches die Yang-Mills-Higgs-Wirkung positiv oder sogar strikt positiv gekrümmt ist. Yang-Mills-Higgs-Paare sind Lösungen der Yang-Mills-Higgs-Gleichungen oder äquivalent lokale Extrema der Krümmung beider Felder, also kritische Punkte der Yang-Mills-Higgs-Wirkung, und werden daher festgelegt durch eine verschwindende erste Ableitung einer Variation. (Schwach) stabile Yang-Mills-Higgs-Paare haben darüber hinaus eine positiv oder sogar strikt positiv gekrümmte Umgebung und werden daher festgelegt durch eine positive oder sogar strikt positive zweite Ableitung einer Variation.
Benannt sind (schwach) stabile Yang-Mills-Higgs-Paare nach Chen Ning Yang, Robert Mills und Peter Higgs.

## Definition
Sei {\displaystyle G} eine kompakte Lie-Gruppe mit Lie-Algebra {\displaystyle {\mathfrak {g}}} und {\displaystyle E\twoheadrightarrow B} ein {\displaystyle G}-Hauptfaserbündel, wobei {\displaystyle B} eine kompakte orientierbare Riemannsche Mannigfaltigkeit mit Metrik {\displaystyle g} und Volumenform {\displaystyle \operatorname {vol} _{g}} ist. Sei {\displaystyle \operatorname {Ad} (E)=E\times _{G}{\mathfrak {g}}} das adjungierte Vektorbündel. {\displaystyle \Omega ^{1}(E,{\mathfrak {g}})\cong \Omega ^{1}(B,\operatorname {Ad} (E))} ist der Raum der Zusammenhänge, welche entweder unter der adjungierten Darstellung {\displaystyle \operatorname {Ad} } invariante Lie-Algebra-wertige oder vektorbündelwertige Differentialformen sind. Da der Hodge-Stern-Operator {\displaystyle \star } mit der Metrik {\displaystyle g} und der Volumenform {\displaystyle \operatorname {vol} _{g}} auf der Basismannigfaltigkeit {\displaystyle B} definiert ist, wird gewöhnlich der zweite Raum benutzt.
Die Yang-Mills-Higgs-Wirkung ist gegeben durch:
{\displaystyle \operatorname {YMH} \colon \Omega ^{1}(B,\operatorname {Ad} (E))\times \Gamma ^{\infty }(B,\operatorname {Ad} (E))\rightarrow \mathbb {R} ,\operatorname {YMH} (A,\Phi ):=\int _{B}\|F_{A}\|^{2}+\|\mathrm {d} _{A}\Phi \|^{2}\mathrm {d} \operatorname {vol} _{g}.}
Ein Yang-Mills-Higgs-Paar {\displaystyle A\in \Omega ^{1}(B,\operatorname {Ad} (E))} und {\displaystyle \Phi \in \Gamma ^{\infty }(B,\operatorname {Ad} (E))}, also welche die Yang-Mills-Higgs-Gleichungen erfüllen, wird stabil genannt, wenn:
{\displaystyle {\frac {\mathrm {d} ^{2}}{\mathrm {d} t^{2}}}\operatorname {YMH} (\alpha (t),\varphi (t))\vert _{t=0}>0}
für alle glatte Familien {\displaystyle \alpha \colon (-\varepsilon ,\varepsilon )\rightarrow \Omega ^{1}(B,\operatorname {Ad} (E))} mit {\displaystyle \alpha (0)=A} und {\displaystyle \varphi \colon (-\varepsilon ,\varepsilon )\rightarrow \Gamma ^{\infty }(B,\operatorname {Ad} (E))} mit {\displaystyle \varphi (0)=\Phi } gilt. {\displaystyle A} und {\displaystyle \Phi } werden schwach stabil genannt, wenn {\displaystyle \geq 0} gilt. Ein Yang-Mills-Higgs-Paar, welches nicht schwach stabil ist, wird instabil genannt. Zum Vergleich ist die Bedingung für ein Yang-Mills-Higgs-Paar gegeben durch:
{\displaystyle {\frac {\mathrm {d} }{\mathrm {d} t}}\operatorname {YMH} (\alpha (t),\varphi (t))\vert _{t=0}=0.}

## Eigenschaften
- Sei {\displaystyle (A,\Phi )} ein stabiles Yang-Mills-Higgs-Paar auf {\displaystyle S^{n}}, dann gelten die folgenden Behauptungen:[5]
  - Ist {\displaystyle n=4}, dann ist {\displaystyle A} ein Yang-Mills-Zusammenhang ({\displaystyle \mathrm {d} _{A}\star F_{A}=0}) sowie {\displaystyle \mathrm {d} _{A}\Phi =0} und {\displaystyle \|\Phi \|=1}.
  - Ist {\displaystyle n\geq 5}, dann ist {\displaystyle A} flach ({\displaystyle F_{A}=0}) sowie {\displaystyle \mathrm {d} _{A}\Phi =0} und {\displaystyle \|\Phi \|=1}.